# Fibre à cristal photonique

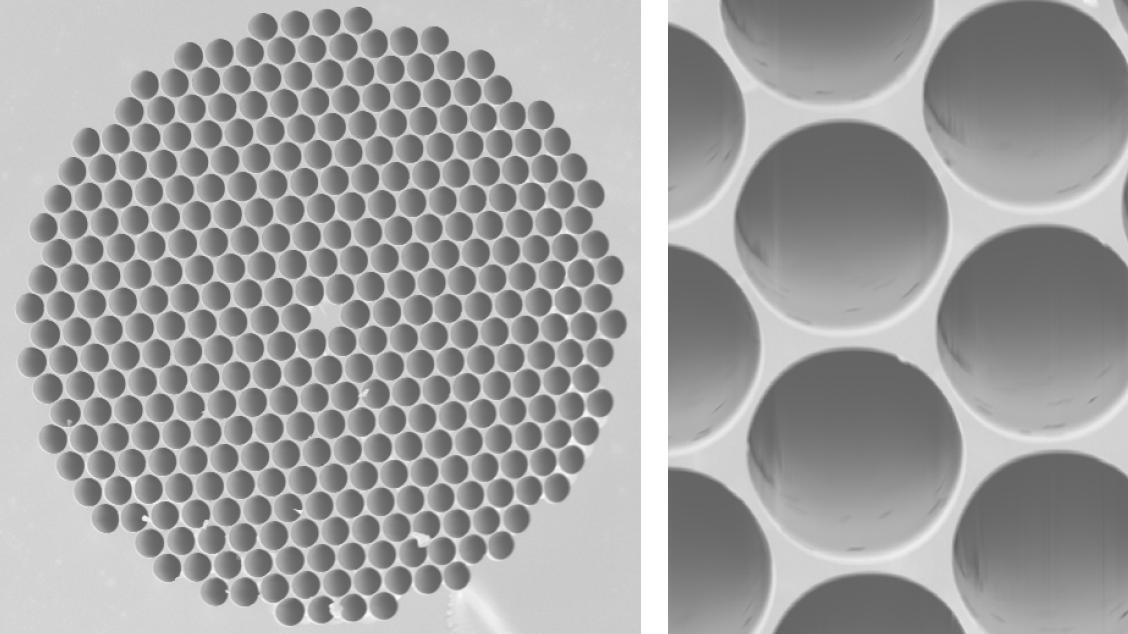
Vue au microscope électronique d'une fibre à cristal photonique. Le cœur central a un diamètre de 5 µm, contre 4 µm pour les trous.

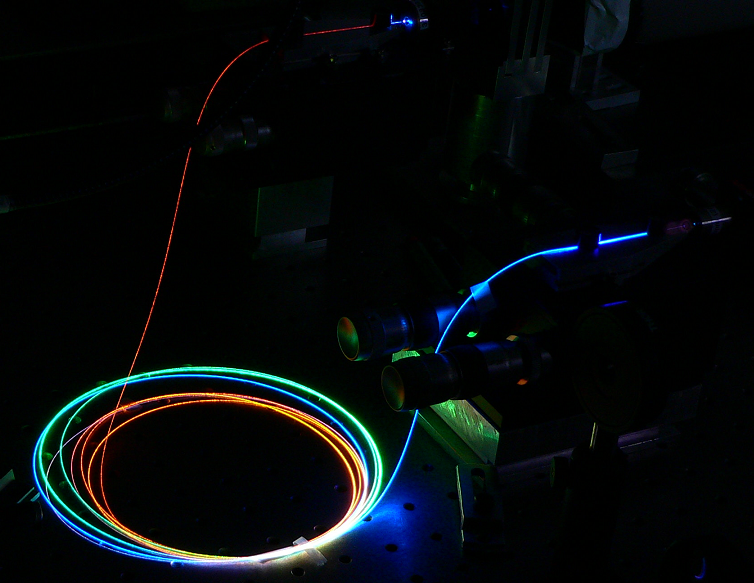
Supercontinuum généré dans une fibre à cristal photonique

La fibre à cristal photonique (en anglais Photonic-crystal fiber ou PCF) est un type de fibre optique, basée sur les propriétés des cristaux photoniques. Une fibre à cristal photonique possède un cœur creux qui lui permet de confiner la lumière plus efficacement qu'avec une fibre classique.  Les PCF trouvent leurs applications dans les communications par fibre optique, les dispositifs non linéaires, la transmission à haute puissance, ou les détecteurs à haute sensibilité. 

## Réalisation
En général, la fibre est construite de la même façon qu'une fibre optique classique. D'abord, un préforme est construit, puis il est chauffé pour être rétréci.
La plupart des fibres à cristaux photoniques sont fabriqués en silice, mais des verres aux caractéristiques physiques spécifiques sont parfois aussi utilisés. Les polymères pourraient également être utilisés, selon les caractéristiques voulues. Les fibres en polymère sont parfois appelées MPOF, pour Microstructures Polymer (en français fibre optique à polymères microstructurés). Combiner un polymère et un verre chalcogène a été réalisé pour 10,6 µm.

## Histoire
Le terme fibre à cristal photonique a été utilisé pour la première fois par Philip Russell entre 1995 et 1997, mais lui-même se réfère à des travaux non publiés de 1991.